# Marian Sawa
Marian Sawa, né à Krasnystaw le 12 janvier 1937 et mort à Varsovie le 27 avril 2005, est un compositeur, organiste, musicologue et pédagogue polonais.

## Biographie
Marian Sawa fait ses études à l’Académie de musique Frédéric-Chopin de Varsovie dans la classe d'orgue de Feliks Rączkowski (pl) ainsi que dans la classe de composition de Kazimierz Sikorski. Il enseigne dans des écoles de Varsovie de niveaux moyen et supérieur : écoles de musique publiques Józef-Elsner et Karol-Szymanowski, Académie de musique Frédéric-Chopin ainsi qu'à l'université Cardinal Stefan Wyszyński (pl), spécialiste de musicologie théorique et pratique. 
Il se produit comme soliste ou accompagné dans de nombreux pays de l'Union européenne, comme la France, l'Angleterre, l'Allemagne ainsi qu'en en Russie. Le pays où il a donné le plus de concerts reste son pays natal, la Pologne. Il a enregistré beaucoup de disques pour des producteurs comme par exemple Polskie Nagranie, Veriton (pl), Polonia Records, Arston, DUX, Acte Préalable.
Marian Sawa a reçu de nombreux prix. Récompensé au concours des jeunes compositeurs ZKP pour son œuvre Assemblage pour l’orchestre. Il a reçu deux décorations honorifiques d'État, sur proposition du ministre de la Culture et du ministre de l’Éducation nationale.

## Œuvres
L’œuvre de Marian Sawa comprend environ mille compositions, dont des œuvres instrumentales, vocales, mais quasi vocalo-instrumentales. Il est connu surtout pour ses compositions de musique d'orgue (5 concerts pour orgue et orchestre, sonate, fantaisie, prélude, toccata et passacaglia).
Nombre de ses œuvres s'inspirent de la religion : chœurs a capella pour hommes, œuvres en forme cantate et oratoire comme Via Crucis, Missa Claromontana, Magnificat i Stabat Mater. Il s'est inspiré de la musique grégorienne, des chœurs et du folklore polonais. Il a souvent rassemblé tous ces éléments au sein de ses compositions.
Les compositions de Marian Sawa ont été enregistrées sur plus de 40 CD et distribuées entre autres par les éditions Acte Préalable et Musica Sacra Edition. 
Ses œuvres sur orgue ont été interprétées par Jan Bartłomiej Bokszczanin (qui lui a consacré sa thèse de doctorat), Andrzej Chorosiński (pl), Joachim Grubich (pl), Marietta Kruzel-Sosnowska (pl), Józef Serafin (pl), Jan Szypowski, Bartosz Patryk Rzyman, Irena Wisełka-Cieślar (pl), Karol Gołębiowski, Piotr Grinholc, Leszek Mateusz Gorecki.
En 2006, à l’occasion du premier anniversaire de la mort du compositeur, est née l'association Towarzystwo im. Mariana Sawa. Son but est de propager et de publier l’œuvre de l’artiste, d'organiser des concerts et festivals consacrés à son œuvre. Les propriétaires de son œuvre, ses enfants Radosław et Alexandra Sawa, se sont joints à cette association.